# 戦術航空偵察ポッドシステム
戦術航空偵察ポッドシステム（せんじゅつ こうくう ていさつポッドシステム; 、Tactical Airborne Reconnaissance Pod System, TARPS）は大型の精巧なカメラポッドで、アメリカ海軍のF-14トムキャット戦闘機が搭載していた。

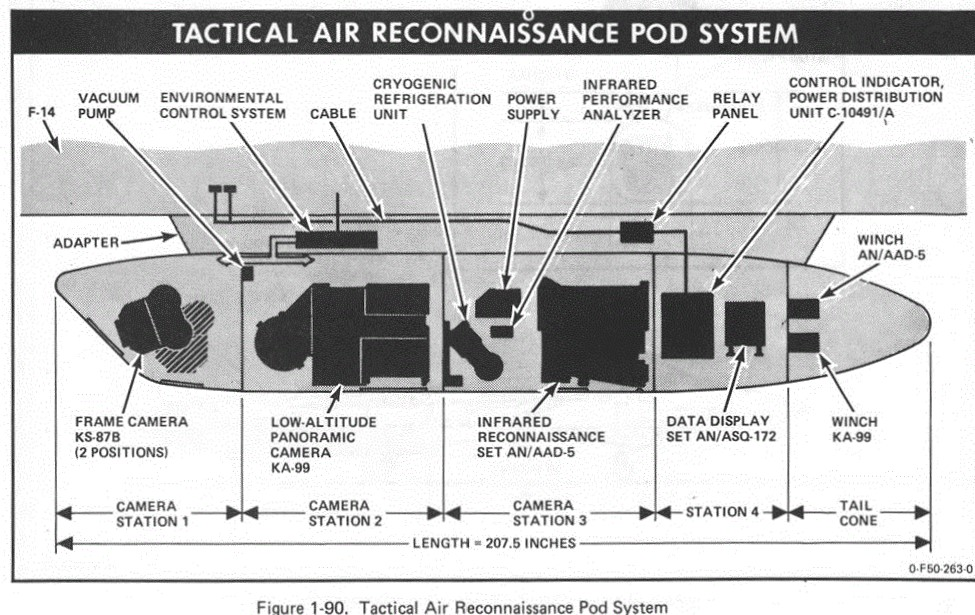
TARPS drawing.

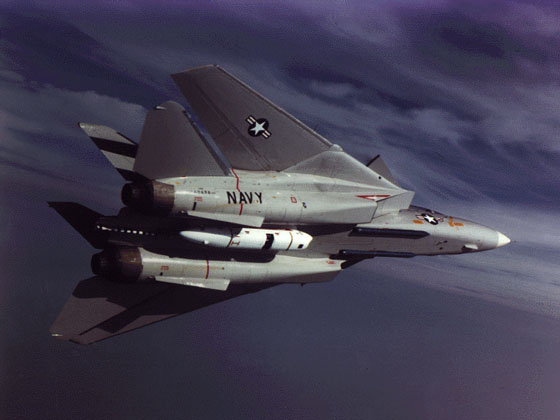
TARPSを搭載するF-14

略称である TARPS と呼ばれることのほうが多く、日本では単に偵察ポッドまたは戦術偵察ポッドと簡略化して呼ぶこともある。
TARPSは複数のカメラで地形を撮影できる。搭載機が飛行中に写真を撮影すると大きなフィルムのリールに保存する。後にデジタルカメラを搭載した型も登場し、こちらは収集した偵察情報をすぐさま使用できるように基地や航空母艦にリアルタイムに送信することができるようになった。ポッド自体は17フィート (5.2 m) ほどの長さで、1,850ポンド (840 kg) の重量がある。ポッドは、マッハ2での飛行も可能な強力なパワーをもつ機体がその搭載機器に及ぼす大きな力から、内部のカメラ3台を保護する役割を担っている。
F-14AとF-14Bは当初はTARPSを搭載できず、後に改修を受けたが、F-14Dが配備される頃には全てのF-14がTARPSを搭載可能となっていた。
1980年代初期以来、TARPSはボスニア・ヘルツェゴビナ紛争と砂漠の嵐作戦（湾岸戦争）において多発した交戦で効果を発揮した。また、1993年にミシシッピ川の流域で大洪水が発生した際にも使用された。アメリカ合衆国連邦緊急事態管理庁（FEMA）は援助する地域を決定するために、どの地点が激しい被害を受けたのかをTARPSの偵察で調べさせ、連邦管理庁は救援要員を的確に送ることができた。

## 後継
退役が完了したF-14の後継機F/A-18E/F スーパーホーネットにも、TARPSの後継装備SHARP（SHAred Reconnaissance Pod：分割偵察ポッド）が用意され運用されている。